# Raulecourt
Raulecourt est une ancienne commune française du département de la Meuse en région Grand Est. Elle est associée à la commune de Broussey-en-Woëvre depuis 1973.

## Géographie
La localité de Raulecourt est située en Woëvre, sur la rive droite du Rupt de Mad.

## Histoire
Mentionné sous le nom de Rooldi-curtis en 1106, ce village fait partie du Barrois non mouvant et du diocèse de Toul au XVIIIe siècle.
Le 1er mai 1973, la commune de Raulecourt est rattachée sous le régime de la fusion-association à celle de Broussey-en-Woëvre qui devient Broussey-Raulecourt.

## Politique et administration
| Période                                  | Période | Identité        | Étiquette | Qualité |
| ---------------------------------------- | ------- | --------------- | --------- | ------- |
| 1696                                     | 1699    | Jean Petitcolas |           |         |
| avant 2002                               |         | Marcel Fischer  | DVD       |         |
| Les données manquantes sont à compléter. |         |                 |           |         |

| Période                                  | Période  | Identité       | Étiquette | Qualité |
| ---------------------------------------- | -------- | -------------- | --------- | ------- |
| 2014                                     | En cours | Marcel Fischer |           |         |
| Les données manquantes sont à compléter. |          |                |           |         |

## Démographie
| 1793 | 1800 | 1806 | 1821 | 1831 | 1836 | 1841 | 1846 | 1851 |
| ---- | ---- | ---- | ---- | ---- | ---- | ---- | ---- | ---- |
| 264  | 259  | 271  | 321  | 336  | 326  | 321  | 334  | 365  |

| 1856 | 1861 | 1866 | 1872 | 1876 | 1881 | 1886 | 1891 | 1896 |
| ---- | ---- | ---- | ---- | ---- | ---- | ---- | ---- | ---- |
| 362  | 345  | 320  | 305  | 300  | 288  | 306  | 310  | 279  |

| 1901 | 1906 | 1911 | 1921 | 1926 | 1931 | 1936 | 1946 | 1954 |
| ---- | ---- | ---- | ---- | ---- | ---- | ---- | ---- | ---- |
| 257  | 242  | 231  | 171  | 170  | 172  | 160  | 137  | 137  |

| 1962 | 1968 | - | - | - | - | - | - | - |
| ---- | ---- | - | - | - | - | - | - | - |
| 120  | 91   | - | - | - | - | - | - | - |

## Lieux et monuments
- Église Saint-Clément